# Geobia subterranea
Geobia subterranea ist eine Art der Landplanarien, die in Südamerika beheimatet ist. Die Art ist der einzige Vertreter der Gattung Geobia.

## Merkmale
Geobia subterranea hat einen länglichen Körper und weist verschiedene Anpassungen an das unterirdische Leben auf, beispielsweise fehlen Augen, Pigmente und eine Kriechsohle. Auf der Bauchseite befinden sich im Gegensatz zu anderen verwandten Gattungen vereinzelte Zilien. Die Hautmuskulatur ist stark ausgebildet, vor allem am Vorderende, was möglicherweise Anpassung an die grabende Lebensweise ist.
Der Kopulationsapparat von Geobia subterranea hat einen permanenten, aber kleinen Penis und längliche prostatische Vesikel. Der weibliche Kanal mündet rückenseitig ins weibliche Atrium genitale.

## Verbreitung
Geobia subterranea wurde in Regionen der Mata Atlântica in Brasilien gefunden. Zu den bekannten Verbreitungsgebieten gehören die Bundesstaaten Rio de Janeiro, São Paulo und Santa Catarina.

## Ernährung
Die Art ernährt sich von Regenwürmern. Wenn sie ihre Beutetiere fangen, bringen sie ihren Körper an den des Regenwurms, bringen Verdauungsenzyme in den Körper der Beute und saugen diesen im Anschluss aus. Nach einer Mahlzeit schimmert der normalerweise farblose Körper aufgrund des Darminhalts pink oder braun.